# WWE Tag Team Championship
WWE Tag Team Championship (em português: Campeonato de Duplas da WWE) é um campeonato mundial de duplas de luta profissional criado e promovido pela promoção americana WWE, defendido na divisão da marca SmackDown. É um dos dois campeonatos masculinos de duplas do elenco principal da WWE, junto com o Campeonato Mundial de Duplas do Raw. Os atuais campeões são The Wyatt Sick6 (Dexter Lumis e Joe Gacy) que estão em seu primeiro reinado, tanto em equipe quanto individualmente. Eles conquistaram o título ao derrotar The Street Profits (Angelo Dawkins e Montez Ford) no episódio de 11 de julho de 2025 do SmackDown.
Revelado no episódio de 23 de agosto de 2016 do SmackDown como Campeonato de Duplas do SmackDown, foi criado para ser o título equivalente ao então conhecido como Campeonato de Duplas da WWE, que se tornou exclusivo do Raw como resultado do WWE Draft de 2016. Esse título foi posteriormente renomeado como Campeonato de Duplas do Raw após a coroação dos inaugurais Campeões de Duplas do SmackDown, Heath Slater e Rhyno. De maio de 2022 a abril de 2024, o título foi mantido e defendido junto com seu homólogo do Raw como o Campeonato Indiscutível de Duplas da WWE, com cada um mantendo suas linhagens individuais. Sob a bandeira Indiscutível, ambos os títulos se tornaram simultaneamente os primeiros campeonatos de duplas a serem defendidos no evento principal do principal evento da WWE, WrestleMania, que ocorreu como o evento principal na Noite 1 da WrestleMania 39 em abril de 2023. Os títulos seriam novamente defendidos em o evento principal de um evento pay-per-view e transmissão ao vivo no Night of Champions no mês seguinte. Os títulos foram então divididos na WrestleMania XL em abril de 2024 e posteriormente renomeados como Campeonato de Duplas da WWE.

## História

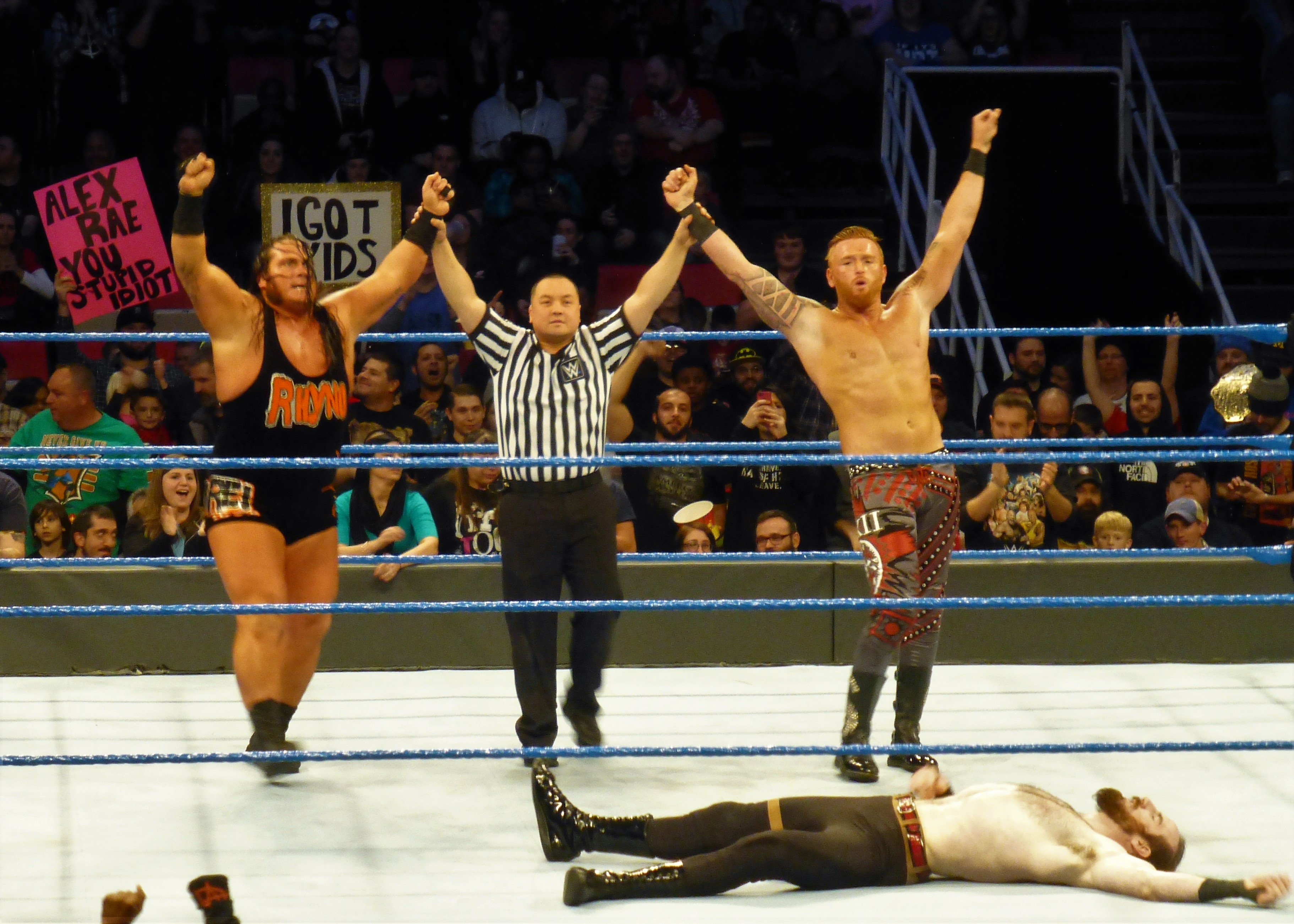
Os campeões inaugurais Rhyno (esquerda) e Heath Slater (direita), que conquistaram o título do Campeonato de Duplas do SmackDown.

Durante a divisão da marca original da WWE (2002-2011), na qual a promoção de luta profissional dividiu seu elenco em "marcas", onde os lutadores eram designados para atuar exclusivamente no respectivo programa semanal de televisão de cada marca, o campeonato mundial masculino de duplas da marca SmackDown foi um título conhecido como Campeonato de Duplas da WWE, que foi criado em 2002 para ser a contrapartida do Campeonato Mundial de Duplas original da promoção, que foi designado para Raw. Na WrestleMania 25 de 2009, os títulos foram unificados como Campeonato Unificado de Duplas da WWE, embora ambos os títulos tenham permanecido ativos de forma independente até agosto de 2010, quando o Campeonato Mundial de Duplas original foi desativado em favor do Campeonato de Duplas da WWE, que então se tornou o único campeonato de duplas na WWE, disponível para ambas as marcas. A primeira divisão da marca terminou em agosto de 2011.
Em julho de 2016, a WWE reintroduziu a divisão da marca e durante o draft de 2016, os Campeões de Duplas da WWE The New Day (Big E, Kofi Kingston e Xavier Woods) foram transferidos para o Raw, deixando o SmackDown sem um título de duplas. Ao longo do mês seguinte, o Gerente Geral do SmackDown, Daniel Bryan, afirmou que queria construir a divisão de duplas antes de introduzir um campeonato. Imediatamente após o SummerSlam em 23 de agosto de 2016, episódio do SmackDown Live, Bryan e o comissário do SmackDown Shane McMahon apresentaram o Campeonato de Duplas do SmackDown; o Campeonato de Duplas da WWE foi posteriormente renomeado como Campeonato de Duplas do Raw. Um torneio de oito equipes foi então agendado para determinar os campeões inaugurais, culminando em uma partida final no Backlash em 11 de setembro de 2016. A equipe de Heath Slater e Rhyno derrotou The Usos (Jey Uso e Jimmy Uso) na final do torneio para se tornarem os campeões inaugurais.
Em 2019, o território de desenvolvimento da WWE, NXT, tornou-se a terceira grande marca da promoção quando foi transferido para a USA Network em setembro, tornando assim o Campeonato de Duplas do NXT o terceiro grande título de duplas para homens na WWE. No entanto, este reconhecimento foi revertido quando a NXT voltou à sua função original como marca de desenvolvimento em setembro de 2021.
Durante o episódio de 20 de maio de 2022 do SmackDown, os atuais Campeões de Duplas do SmackDown The Usos (Jey Uso e Jimmy Uso) derrotaram os atuais Campeões de Duplas do Raw RK-Bro (Randy Orton e Riddle) em uma luta Winners Take All para reivindicar ambos os campeonatos e serem reconhecidos como os Campeões Indiscutíveis de Duplas da WWE. A WWE classificou a partida como uma luta de unificação do campeonato; no entanto, ambos os títulos permaneceram ativos de forma independente. Os Usos defenderam os dois títulos juntos em ambas as marcas como Campeonato Indiscutível de Duplas da WWE, mas em algumas ocasiões no início de 2023, eles também defenderam os títulos separadamente.
No evento principal na Noite 1 da WrestleMania 39, The Usos (Jey Uso e Jimmy Uso) defenderam o Campeonato Indiscutível de Duplas da WWE contra a equipe de Kevin Owens e Sami Zayn. Posteriormente, isso fez dos títulos Raw e SmackDown os primeiros campeonatos de duplas a serem defendidos no evento principal do principal evento da WWE, a WrestleMania. No evento, Owens e Zayn derrotaram The Usos para se tornarem campeões. Os títulos seriam novamente defendidos no evento principal de um evento pay-per-view e transmissão ao vivo no Night of Champions no mês seguinte, em 27 de maio, quando Owens e Zayn mantiveram os títulos contra The Bloodline (Roman Reigns e Solo Sikoa).
Na Noite 1 da WrestleMania XL em 6 de abril de 2024, The Judgment Day (Finn Bálor e Damian Priest) defenderam o Campeonato Indiscutível de Duplas da WWE em uma luta Six-Pack de Duplas de Escadas em que ambos os conjuntos de campeonatos tiveram que ser recuperados para a partida para terminar. Como resultado, os campeonatos foram divididos com A-Town Down Under (Austin Theory e Grayson Waller) vencendo o Campeonato de Duplas do SmackDown enquanto Awesome Truth (The Miz e R-Truth) ganhou o título do Raw. No episódio de 19 de abril do SmackDown, o Campeonato de Duplas do SmackDown foi renomeado como Campeonato de Duplas da WWE com um novo conjunto de cinturões de título. Isso aconteceu poucos dias depois que o Campeonato de Duplas do Raw foi renomeado como Campeonato Mundial de Duplas com seus próprios novos cinturões.

### Torneio inaugural
|  | Quartas de final SmackDown (23/08, 30/08)       | Quartas de final SmackDown (23/08, 30/08) |                      |       | Semifinais SmackDown (06/09) | Semifinais SmackDown (06/09) |  |  | Final Backlash | Final Backlash |
|  |                                                 |                                           |                      |       |                              |                              |  |  |                |                |
|  |                                                 |                                           |                      |       |                              |                              |  |  |                |                |
|  |                                                 |                                           |                      |       |                              |                              |  |  |                |                |
|  | The Usos (Jey Uso e Jimmy Uso)                  | Pin                                       |                      |       |                              |                              |  |  |                |                |
|  | The Usos (Jey Uso e Jimmy Uso)                  | Pin                                       |                      |       |                              |                              |  |  |                |                |
|  | The Ascension (Konnor e Viktor)                 | 3:49                                      |                      |       |                              |                              |  |  |                |                |
|  | The Ascension (Konnor e Viktor)                 | 3:49                                      | American Alpha       | Pin   |                              |                              |  |  |                |                |
|  |                                                 |                                           | American Alpha       | Pin   |                              |                              |  |  |                |                |
|  |                                                 | The Usos                                  | 0:28                 |       |                              |                              |  |  |                |                |
|  | American Alpha (Chad Gable e Jason Jordan)      | The Usos                                  | 0:28                 | Pin   |                              |                              |  |  |                |                |
|  | American Alpha (Chad Gable e Jason Jordan)      |                                           |                      | Pin   |                              |                              |  |  |                |                |
|  | Breezango (Tyler Breeze e Fandango)             | 10:13                                     |                      |       |                              |                              |  |  |                |                |
|  | Breezango (Tyler Breeze e Fandango)             | 10:13                                     | The Usos             | 10:02 |                              |                              |  |  |                |                |
|  |                                                 |                                           | The Usos             | 10:02 |                              |                              |  |  |                |                |
|  |                                                 | Heath Slater e Rhyno                      | Pin                  |       |                              |                              |  |  |                |                |
|  | The Hype Bros (Zack Ryder e Mojo Rawley)        | Heath Slater e Rhyno                      | Pin                  | Pin   |                              |                              |  |  |                |                |
|  | The Hype Bros (Zack Ryder e Mojo Rawley)        |                                           |                      | Pin   |                              |                              |  |  |                |                |
|  | The Vaudevillains (Aiden English e Simon Gotch) | 2:50                                      |                      |       |                              |                              |  |  |                |                |
|  | The Vaudevillains (Aiden English e Simon Gotch) | 2:50                                      | Heath Slater e Rhyno | Pin   |                              |                              |  |  |                |                |
|  |                                                 |                                           | Heath Slater e Rhyno | Pin   |                              |                              |  |  |                |                |
|  |                                                 | The Hype Bros                             | 7:03                 |       |                              |                              |  |  |                |                |
|  | Heath Slater e Rhyno                            | The Hype Bros                             | 7:03                 | Pin   |                              |                              |  |  |                |                |
|  | Heath Slater e Rhyno                            |                                           |                      | Pin   |                              |                              |  |  |                |                |
|  | The Headbangers (Mosh e Thrasher)               | 2:54                                      |                      |       |                              |                              |  |  |                |                |
|  | The Headbangers (Mosh e Thrasher)               | 2:54                                      |                      |       |                              |                              |  |  |                |                |

† Quando Chad Gable sofreu uma lesão no enredo após derrotar The Usos, American Alpha foi removido da final. Os Usos então derrotaram The Hype Bros no Backlash em uma luta de duplas segunda chance para substituir American Alpha na final.

## Design do cinturão

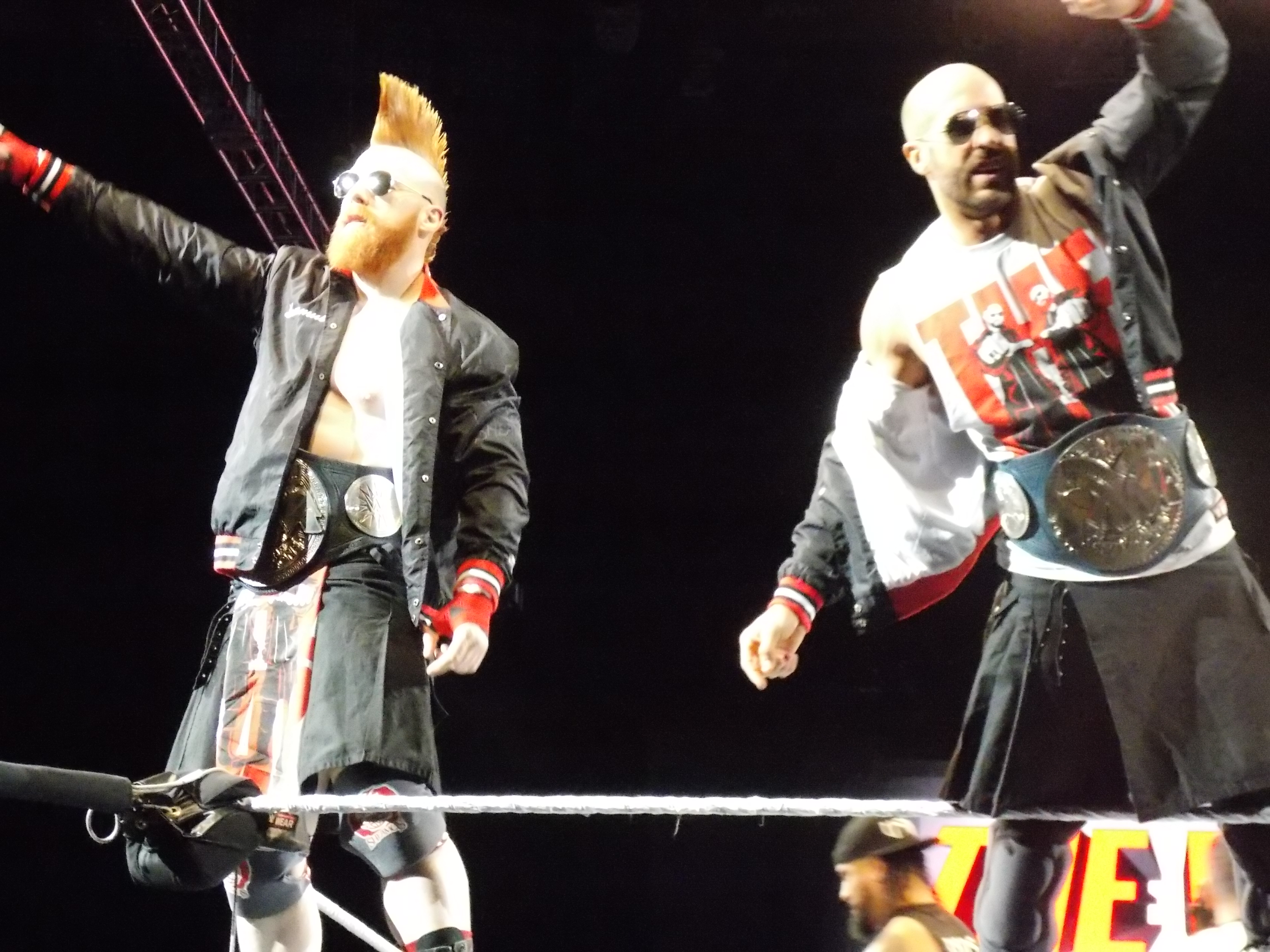
Ex-campeões The Bar (Sheamus e Cesaro) com o design original do título quando era conhecido como Campeonato de Duplas do SmackDown (2016–2024).

Quando os cintos foram introduzidos, eles apresentavam o mesmo design físico do design original Campeonato de Duplas da WWE de 2010 a 2016, com as diferenças sendo que as tiras de couro eram azuis em oposição ao preto original do anterior e as placas eram prateadas em oposição ao cobre original do primeiro. O design do cinto do Campeonato de Duplas do Raw foi atualizado em 19 de dezembro de 2016, com placas prateadas em tiras vermelhas para deixar os dois conjuntos de títulos mais alinhados. Enquanto todos os outros cinturões de campeonato da WWE foram atualizados para apresentar placas laterais personalizáveis para os logotipos dos campeões, os títulos das duplas Raw e SmackDown foram os únicos cinturões de campeonato na promoção que não possuíam esse recurso.
Em conjunto com o Campeonato de Duplas do SmackDown sendo renomeado como Campeonato de Duplas da WWE em 19 de abril de 2024, os cintos também receberam um novo design. O design atualizado lembra os cinturões de título do Campeonato Mundial de Duplas original usado durante a Attitude Era e do Campeonato de Duplas da WWE anterior usado durante a Ruthless Aggression Era. Ao contrário de outros cinturões de campeonato da WWE da era moderna, que possuem três placas (uma placa central e duas laterais), o Campeonato de Duplas da WWE tem cinco placas de ouro em uma pulseira de couro preta. No centro da placa central está um globo com o logotipo da WWE sobre ele. Acima do globo, no topo da placa, há uma coroa, enquanto abaixo do globo há duas bandeiras pretas. A primeira faixa preta diz “TAG TEAM” escrito em dourado enquanto a abaixo diz “WRESTLING CHAMPIONS”, também escrito em dourado. Nos lados opostos do globo estão grifos voltados para dentro. A filigrana preenche o restante do prato, que possui borda ornamentada. Como todos os cintos de campeonato da WWE, as duas placas laterais internas apresentam uma seção central removível que pode ser substituída pelo logotipo do campeão em título; as placas laterais padrão apresentam o logotipo da WWE sobre um globo. As duas placas laterais externas menores têm um design de escudo com dois lutadores lutando.

## Reinados
Em 12 de julho de 2025, no geral foram 37 reinados entre 24 times compostos por 46 campeões individuais, e uma ocasião em que o título ficou vago. A equipe de Heath Slater e Rhyno foi a campeã inaugural. The New Day (Kofi Kingston e Xavier Woods) têm o maior número de reinados com sete, tanto em equipe quanto individualmente, e seu sétimo é o reinado mais curto para o título com 3 dias (2 dias conforme reconhecido pela WWE); durante seus primeiros seis reinados, Big E também foi reconhecido como campeão pela Regra Freebird. The Usos (Jey Uso e Jimmy Uso) têm o reinado singular mais longo com 622 dias em seu quinto reinado, e têm o reinado combinado mais longo como equipe com 1.002 dias, enquanto individualmente, Jey tem o reinado combinado mais longo com 1.011 dias (1.010 dias conforme reconhecido pela WWE). O campeão mais velho é Shane McMahon, conquistando o título aos 49 anos, enquanto o mais jovem é Dominik Mysterio quando o conquistou aos 24.
Os atuais campeões são The Wyatt Sick6 (Dexter Lumis e Joe Gacy), que estão em seu primeiro reinado, tanto em equipe quanto individualmente. Eles derrotaram The Street Profits (Angelo Dawkins e Montez Ford) no episódio de 11 de julho de 2025 do SmackDown, em Nashville, Tennessee.